# Luigi Pensuti
Luigi Pensuti (Roma, 19 febbraio 1903 – Molteno, 21 settembre 1946) è stato un animatore italiano, noto anche come Luigi Liberio Pensuti (pseudonimo che risale al periodo in cui lavorava per l'Istituto Luce).

## Biografia
Luigi Pensuti compie gli studi classici, dopodiché si iscrive prima alla facoltà di medicina e poi a quella di architettura; tuttavia non si laurea e nel 1925 si sposa con Vittoria Cuggiani; nel 1927 si trasferisce a Civita Castellana, dove lavora in una fabbrica di ceramiche come direttore artistico. Da questo matrimonio nascerà una figlia, Luciana, ma Vittoria muore di peritonite già nel 1928. Pensuti, affidata la figlia a sua madre Vincenza, si reca a Parigi per continuare a lavorare con la "Compagnia marionettistica dei Piccoli" di Vittorio Podrecca, per il quale era scenografo e costumista delle marionette. Durante la sua permanenza in Francia fa la conoscenza di Camillo Mastrocinque e Carlo Cossio, ed inizia a lavorare con quest'ultimo ad alcuni film a pupazzi animati in passo uno. 
Nel 1930 fa ritorno in Italia, a Roma, dove trova i finanziamenti per fondare la SICED (Studio di Cinematografia Tecnica), in via Crescenzio prima e in via Maria Luisa di Savoia poi. Qui fa la conoscenza di Trilussa, con il quale realizza dei cortometraggi ispirati alle sue poesie, come La vispa Teresa nel 1931, un cortometraggio sonoro, con la voce della piccola figlia Luciana. Il buon successo di critica spinse gli autori a presentarlo al Minculpop, ma Trilussa era malvisto dal regime, e Luigi volle firmarsi anche Liberio, così il film venne giudicato sconcio e tutti gli otto film della coppia vennero ritirati e distrutti.
Nel 1932 Luigi Pensuti venne convocato da Benito Mussolini per dei cortometraggi educativi, in seno alla campagna "antitubercolare". Si risposa nel 1936 con Libia Francescangeli. Da questo matrimonio nasceranno Livia (1938) e Luisa (1943).
Muore nel 1946 a Molteno, a causa di un terzo ictus, nel tentativo di trovare commissioni in Milano.

## Filmografia
- 1928 / 1931
- serie di otto cortometraggi creati insieme a Trilussa
  - La morte del gatto
  - Er porco e er somaro
  - Le spighe e la rana
  - La bisbetica domata
  - La vispa Teresa
  - Er varieté
  - nd
  - nd

- 1929
  - n°1 cortometraggi in animazione di pupazzi

- 1930
  - n°2 cortometraggi pubblicitari

- 1932 / 1938
- disegni animati di regime per la "campagna antitubercolare"
  - Il bacillo di Koch
  - Nemico pubblico numero 1 (con Ugo Amadoro)
  - L'igiene di Tombolino
  - Il francobollo benefico

- 1933 / 1935
  - sequenze di disegni animati astratti per le Riviste Luce

- 1934 / 1936
- film medici e militari
  - Il cranio di Sacco Pastore
  - Influenza del vento sul moto di un velivolo
  - Volo cieco
  - Traiettoria della gittata
  - Cannoneggiamento navale
  - Immersione ed emersione del sottomarino
  - Bombardamento aereo
  - Lezioni di Ginecologia

- 1935 / 1940
- film didattici per la Cineteca Scolastica di Roma
  - La vicenda delle stagioni (o Le quattro stagioni)
  - Le fasi della Luna
  - Il moto terrestre
  - La Terra e i suoi movimenti
  - L'influsso lunare
  - L'asse terrestre
  - Le comete
  - Come fu scoperta la forma della terra (o Che cosa è la nostra terra?)

- 1936 / 1940
- film scientifici e a soggetto
  - Storia della medicina
  - Storia del tempo
  - La staffetta del progresso
  - La musica astratta
  - Le maree
  - Silhouettes
  - Il Matrimonio di Ranocchino

- 1938
- film didattici a tema scientifico
  - L'elettricità
  - L'atomo
- film commissionati su tesi universitarie
  - Come si crea il feto
  - Il sangue è vita
  - Sudare fa bene
  - Lo stomaco dei ruminanti
  - Embriologia
  - Crociato Novecento (La taverna della T.B.C.)

- 1940 
  - Il vecchio lupo di mare norvegese e il vecchio lupo di mare americano
  - Il principio della fine
  - Roma e Cartagine
  - Inghilterra contro Europa
  - I pionieri
  - La grande voce

- 1940 / 1942
- disegni animati di regime contro il colonialismo
  - Il Dottor Churkill
  - Ahi Hitler! (Un idillio a Ginevra)
  - Suez
  - Aimé Selassié

- 1942 
  - Pulcinella nel bosco (o Pulcinella e i Briganti)
  - Pulcinella e il temporale

- 1943 
  - Gian Burrasca (lungometraggio in b/n)
  - La storia della danza (b/n)
  - Cortometraggio sperimentale (sistema a colori Rippo)

- 1945 
  - Come la popolazione di Roma può usare l'energia elettrica razionalmente